# Larinotus

Larinotus (лат.) — род мелких жуков из семейства темнотелки (Trogossitidae). Австралия.

## Распространение
Австралия.

## Описание
Среднего размера жуки-темнотелки буроватого землистого цвета, длина 3,5 мм. Форма тела выпуклая. Усики 9-и члениковые. Фронтоклипеальный шов развит. Тело покрыто бугорками и волосками. Переднеспинка сбоков с микрозазубринами. Взрослые особи и их личинки были обнаружены под корой гнилой древесины, предположительно грибоядные.

## Систематика
Род был впервые выделен в 1937 году. В 1992 году польский энтомолог Станислав Слипински (Stanisław Adam Ślipiński, р.1956–) выделил для него (вместе с Colydiopeltis, Parapeltis) новое подсемейство Larinotinae. В ходе ревизии семейства темнотелок, проведённой в 2013 году чешским колеоптерологом Иржи Колибачем (Jiří Kolibáč ; Moravian Museum, Department of Entomology, Брно, Чехия), род остался в монотипической трибе Larinotini в составе подсемейства Trogossitinae.
- Larinotus umblicatus Carter & Zeck, 1937 (Австралия)
  - =Nebophilus hirsutus Crowson, 1970[3][4]